# Bitter Pestilens 2
Bitter Pestilens 2 er en eksperimentalfilm fra 1998 instrueret af Niels Willum Andreasen.

## Handling
Filmen handler om vore dages middelalder- og dommedagsfrygt i et univers, hvor det er umuligt at skelne godt fra ondt - året er 1313, da alt bare er skævt.